# اچ‌ام‌اس گالاتیا (۱۸۵۹)
اچ‌ام‌اس گالاتیا (۱۸۵۹) (به انگلیسی: HMS Galatea (1859)) یک کشتی بود. این کشتی در سال ۱۸۵۹ ساخته شد.